# Gerle (keresztnév)
A Gerle újabb keletű névadás a gerle szóból.

## Gyakorisága
Az 1990-es években szórványos név, a 2000-es években nem szerepel a 100 leggyakoribb női név között.

## Névnapok
- március 29.[2]
- május 20.[2]